# Polyekran
Polyekran byl originální československý promítací systém s více společně ovládanými projektory filmů i diapozitivů, více plátny a mnohakanálovým zvukem. Vznikl z iniciativy Emila Radoka, Josefa Svobody a pracovníků Výzkumného ústavu zvukové, obrazové a reprodukční techniky. Poprvé byl předveden na výstavě Expo 58 v Bruselu pod vedením Jaroslava Friče.

## Princip
Pojem polyekran vznikl použitím dvou slov. Ekran – ecran lze přeložit z francouzštiny jako plátno. Slovo poly v řečtině představuje více nebo mnoho. Již v názvu polyekranu je definován jeho princip: promítání na více projekčních ploch. Jeho tvůrci byli v šedesátých letech 20. století režisér Emil Radok, scénograf a architekt Josef Svoboda a režiséři – bratři Alfréd a Emil Radokovi.
Koncepce spočívala v rozmístění různého počtu promítacích ploch, na kterých byl promítán pohyblivý nebo statický obraz, doprovázený zvukem. Jednotlivé promítané obrazy byly umístěny v jedné rovině, nebo ve více rovinách prostoru. Použití projektorů mělo také svůj význam, buď byly samostatné pro každý dílčí obraz, nebo se promítalo jedním projektorem na více ploch. Oba způsoby se vzájemně kombinovaly. Pro použití přední i zadní projekce, byly promítací plochy dílčích obrazů ze speciálního materiálu, zároveň odrazného i propustného.
Československý patent definoval polyekran jako současné promítání více pohyblivých a pevných obrazů na systém pevných či pohyblivých promítacích ploch, umístěných na scéně v zorném poli diváků se současným reprodukovaným jedno- či vícekanálovým, zpravidla prostorovým – stereofonním – zvukovým záznamem, s doplňkovým záznamem ruchů.
Jiný pohled na polyekran uvádí, že se jedná o druh divadelní scény, kde jsou herci nahrazeni audiovizuální projekcí. Kromě promítání obrazu lze zařadit i další scénické efekty, například světelné nasvícení nebo kouř, mlhu, déšť aj. Na plochy, kde se obraz promítal, bylo možné promítat jednotný celistvý obraz nebo každý obraz samostatně.
Současně byl vyvořen další projekt, kde se polyekran prolínal s reálnou divadelní technologií. Autoři novému útvaru dali název Laterna magika.

## Příklady realizace
První „film“, který využíval promítacího systému polyekran bylo Pražské jaro (scénář a režie E. Radok, scénografie architekt J. Svoboda, hudba J. F. Fischer). Radok se snažil zachytit atmosféru hudebního festivalu Pražského jara a zároveň vyprávět historii města. Tento projekt se stal součástí expozice Československého pavilonu na Světové výstavě v Bruselu (1958). Po skončení výstavy se polyekran vrátil do Prahy. Premiéra se konala 18. prosince 1958 na Slovanském ostrově. Vzhledem ke stavu techniky té doby byl následně převezen do Národního technického muzea v Praze již nefunkční.
Diapolyekran režiséra Emila Radoka a scénografa Josefa Svobody, který byl instalován na světové výstavě 1967 v Montréalu byl polyekran, který prošel řadou změn a zdokonalováním. Motivem pro vytvoření tohoto projektu pod názvem Stvoření světa byla skládanka z dětských kostek na hraní. Projekční kostky byly naskládané na sebe a tvořily jednu promítací plochu. Na této ploše se skládal celkový obraz z jednotlivých ploch, které vznikaly z promítajících diapozitivů. Každá promítací plocha měla dva skryté diaprojektory a byla na kolejích, byla tedy pohyblivá. Díky tomu bylo možno promítané obrazy rozpohybovat, zdůraznit nebo potlačit jednotlivé části obrazové kompozice. Tématem diapozitivů byla příroda, zvířata a koloběh života.
Další variantou je polyekran sférický, kde se místo na dvojrozměrnou plochu promítá na plochu kulovou. Spherorama (princip sférického polyekranu) Symfonie mládí byla vytvořena skupinou SCARS (ArtCentrum) pod vedením Jaroslava Friče na zakázku pro pavilon Britské Kolumbie na světové výstavě 1970 v Ósace, v Japonsku.
Technologie polyekranu se stala populární především v zahraničí. Jeho princip byl použit na projekty pro zákazníky v Austrálii, Egyptě, Indii, Íránu, Japonsku, Kanadě, Sovětském svazu, Spojených státech, Tunisku nebo Venezuele většinou pro významná výročí nebo oslavy. Tématem scénářů byly většinou pozoruhodnosti, historické památky nebo významné osobnosti konkrétní země. Například v roce 1971 byl realizován polyekran Heritage of Ages v Teheránské věži Shahyad, na oslavu dva a půl tisíce let od vzniku Perské říše. Ve stejném roce byl vytvořen polyekran Noricama pro německé město Norimberk na oslavu výročí narození malíře Albrechta Dürera.
K významným projektům v letech 1978 ─ 1988 patřily: 
- vítězný pavilon Roundhouse, Vancouver, Kanada, EXPO 86 – autor souborového díla (režisér celého projektu): Jaromír Hník,

- laserový program na hradě se světelnými a zvukovými efekty (1980 až 1988), Veliko Tarnovo, Bulharsko – autor: Jaromír Hník.[5]

## Inspirace polyekranem
Nová technologie umožňovala simultánní filmovou projekci barevných i černobílých obrazů na několik ploch umístěných v prostoru. Obrazový kontrapunkt (vzniká rozvíjením více dějových linií buď souběžně, nebo postupně) jako jeden ze základních prvků polyekranu, byl popsán režisérem Jaromilem Jirešem na příkladu ztraceného člověka v ulicích velkoměsta. Na ústřední plátno je promítán obraz chodce, na okolních plátnech jsou  v určitých intervalech měněny obrazy městského ruchu. Vzniká vjem městského chaosu, který obklopuje chodce. Klasický film i s využitím triků nebo montáže, nemůže současně sledovat detail chodce a celkový pohled na město.
Rozložení různých lichoběžníkových pláten v prostoru se stalo inspirací pro filmové a divadelní tvůrce, ale též pro grafiky a ilustrátory. i Jaroslav Weigel a Miroslav Liďák používali protínání barevných ploch při grafickém řešení časopisu Mladý Svět. Mezi autory, přispívající také do Mladého světa, byl kmenový kreslíř Dikobrazu Jaroslav Malák. Na první výstavě kreslířů a fotografů Mladého světa instaloval světelný box se čtyčmi kresbami na transparentních fóliích. Za obrázky se postupně rozsvěcovaly žárovičky. Tak daly vzniknout jednotlivým fázím anekdoty o holčičce a zlomyslném chlapečkovi. J. Malák svůj objekt pojmenoval Polylegran.
Grafickou úpravu inspirovanou polyekranem lze nalézt ve sbornících Veselé čtení (vyšly celkem tři svazky v letech 1960–1962). Obrázky a kreslené vtipy Adolfa Borna, Oldřicha Jelínka, Miroslava Liďáka, Jaroslava Maláka, Miloše Nesvadby, Viléma Reichmanna, Jiřího Šalamouna nebo Zdeňka Mézla byly realizovány formou barevných lichoběžníků. Také dvojstránky byly řešeny jako projekční plochy, kde se odehrávaly různé scény.
Naproti tomu neměla tato estetika žádný vliv na kreslený seriál. Ten byl v 60. letech určen především dětem a dospívající mládeži. Jednou z výjimek byla adaptace fantastického románu Grigorije Grebněva Pevnost pod ledem (časopise ABC, 1959–1960), kterou realizoval Teodor Rotrekl použitím barevných kvaší nepravidelných tvarů a velikostí. Vznikaly tak dynamické kompozice.
Ovlivněno bylo i pojetí ilustrace. Stránka knihy, dosud vnímána jako okno do přírody, tovární haly nebo obývacího pokoje, se stala prostorem, kde se rozvíjel děj nebo bylo možné pozorovat události, odehrávající se v daném okamžiku na  více různých místech. Jako příklad lze uvést ilustrace Stanislava Kolíbala ve dvou svazcích příběhů a pohádek. Strom pohádek z celého světa (1958) byl první svazek a druhý vyšel v roce 1959. Autorsky se na nich podíleli básník a překladatel Jan Vladislav a Vladislav Stanovský.  Oba svazky získaly cenu v soutěži o nejkrásnější československé knihy roku.